# Manilkara udoido
Manilkara udoido là một loài thực vật có hoa trong họ Hồng xiêm. Loài này được Kaneh. mô tả khoa học đầu tiên năm 1933.